# Richmond Hill, Ontario
Richmond Hill är en stad (town) i den kanadensiska provinsen Ontarios södra del. Staden grundades 1 januari 1873 som ett samhälle (village) och blev stad 1957. Staden breder sig ut över 100,95 kvadratkilometer (km2) stor yta och hade en folkmängd på 185 541 personer vid den nationella folkräkningen 2011.